# Ignacio García López
 (décembre 2017).
Si vous disposez d'ouvrages ou d'articles de référence ou si vous connaissez des sites web de qualité traitant du thème abordé ici, merci de compléter l'article en donnant les références utiles à sa vérifiabilité et en les liant à la section « Notes et références ».
Ignacio García López, né le 5 septembre 1924 à Madrid et mort le 20 décembre 2017 dans la même ville, est un homme politique espagnol phalangiste.

## Biographie
En décembre 1975, il est vice-ministre-secrétaire général du Movimiento auprès d'Adolfo Suárez.
Il est l'ultime ministre-secrétaire général du Movimiento Nacional de juillet 1976 à avril 1977.
En 1979, il devient coordinateur de l'Union du centre démocratique (UDC) à Madrid.

### Vie personnelle
Marié, il a une fille.